# Domnarvets industriskola
Domnarvets industriskola är en byggnad som ligger i stadsdelen Hushagen i Borlänge. Efter en byggnadstid på nio månader togs den i bruk sommaren 1932. 
Fastighetens beteckning är Utanfors 5 och den ligger vid Utanforsvägen. Byggnaderna, ursprungligen två, numera sammanbyggda till en, ritades av arkitekten Osvald Almqvist. Byggnaderna räknas till ett av funktionalismens genombrottsverk i Sverige och är byggnadsminne sedan  den 21 oktober 1985.